# 埃尔瓦列西略
埃尔瓦列西略，是西班牙阿拉贡自治区特鲁埃尔省的一个市镇。总面积22平方公里，总人口49人（2001年），人口密度2人/平方公里。